# Акционерное общество РУСКАПА
РУСКАПА — совместная советско-канадско-американская акционерная компания, существовавшая в СССР в годы НЭПа. Полное наименование — Акционерное общество под наименованием «Русско-Канадско-Американское пассажирское агентство». Штаб-квартира компании располагалась в Москве.

## История

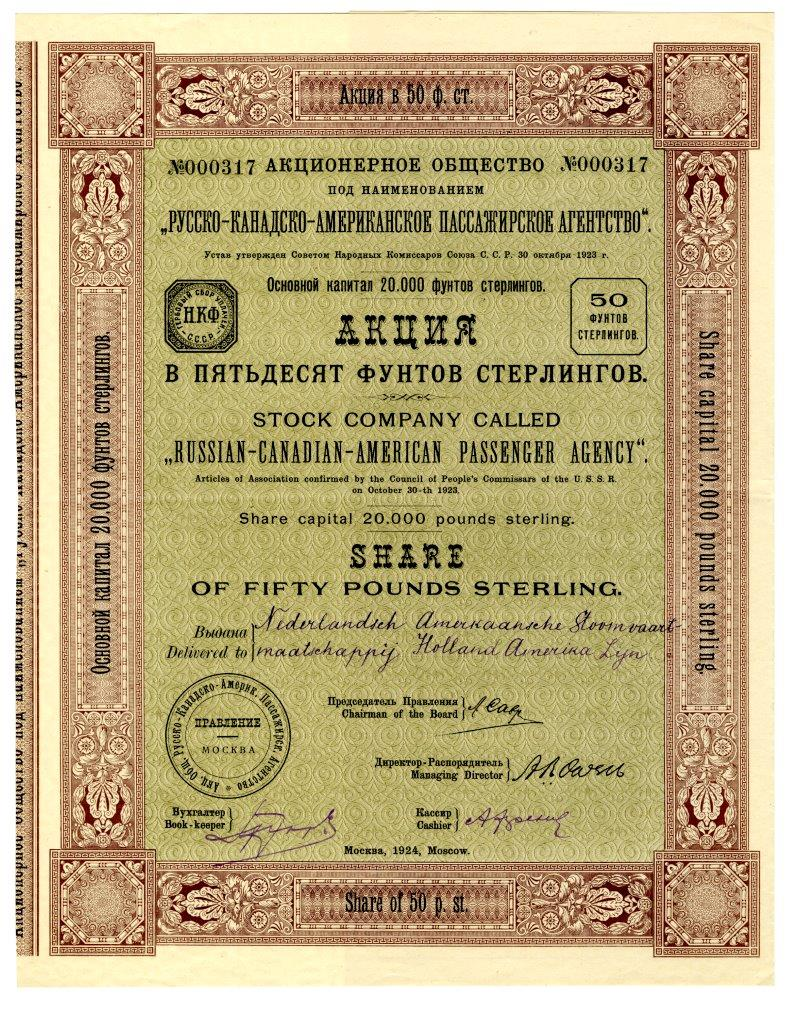
Акция именная в 50 фунтов стерлингов Акционерного общества под наименованием «Русско-Канадско-Американское пассажирское агентство». Москва, 1924 год

Компания основана в 1923 году (Устав утвержден Советом народных комиссаров СССР 30 октября 1923 г.) в эпоху бурного развития Новой экономической политики (НЭПа) в постреволюционной Советской России, спустя совсем короткое время после окончания Гражданской войны. Целью создания АО РУСКАДА являлось осуществление на коммерческой основе эмиграции советских граждан в первую очередь в США и Канаду, а также в страны Западной Европы и некоторые государства Южной Америки, Карибского бассейна и Южной Африки.
Учредителями Русско-канадско-американского агентства стали пассажирские перевозчики — советские: «Добровольный флот», «Государственный Торговый Флот»; канадские и американские: «Канэдиан Пасифик Рэлуэй Компани», «Кунард Стимшип Компани, Лимитед», «Голланд — Америка Лайн», «Ройял Мейл Стим Пэтек Компани», «Канэдиан Пасифик Стимшипс», «Анкор Лайн (Гендерсон Брозерс)», «Анкор Дональдсон Лайн», «Пасифик Стим Навигэйшн Компани», «Юнион Кастел Лайн».
Только документы, хранившиеся в Государственном архиве Киевской области (ГАКО) (фонд Р-3066), рассекреченные и переданные на общее хранение в декабре 1991 года, содержат информацию о нескольких тысяч эмигрантов из СССР, выехавших за пределы страны при помощи РУСКАПА, большинство из которых составляли лица еврейской национальности. В архивных делах представлены опросные листки, медицинские свидетельства, деловая переписка акционерного общества с клиентами, письма, телеграммы и другие документы. Из них можно узнать о правилах выезда из СССР и въезда в США, Канаду, требованиях, предъявляемых выезжающим, составе их семьи, возрасте, семейном положении, состоянии здоровья, грамотности, денежных затратах на поездку и т. п. Скажем, из дела № 34 видно, что согласно постановлению ЦИК СССР от 7 апреля 1926 г. заграничный паспорт со всеми сборами для советских трудящихся и иждивенцев стоил 225 руб., а для «нетрудовых элементов» — 340 руб. Ещё 30 долларов США необходимо было на оплату американской визы после прибытия в Ригу (Латвия). Выезд из СССР осуществлялся из Москвы, поэтому эмигрантам необходимо было самостоятельно оплатить дорогу и иметь достаточную сумму для нахождения в столице в течение нескольких дней. Как правило, выезд из Советской России осуществлялся по приглашению родственников и близких из-за границы, которые в большинстве случаев и оплачивали проезд переселенцев к месту назначения.
Также агентство РУСКАПА занималось централизованной отправкой эмигрантов из числа российских немцев на постоянное место жительства в Северную Америку.
Акционерное общество «Русско-канадско-американское пассажирское агентство» было ликвидировано в конце 1920-х годов в связи со свертыванием НЭПа и переходом к полному запрету в стране частного предпринимательства.